# Padul
Padul, conocido coloquialmente como El Padul, es una localidad y municipio español situado en la parte noroccidental de la comarca del Valle de Lecrín, en la provincia de Granada, comunidad autónoma de Andalucía. Limita con los municipios de Dúrcal, Villamena, Albuñuelas, Jayena, Alhendín, Villa de Otura y Dílar. En su término se encuentra laguna del Padul.
El municipio paduleño comprende los núcleos de población de Padul —capital municipal—, El Puntal y Cahíz de San Gregorio, así como los diseminados de El Agía, El Aguadero, El Arroyo, La Casilla, Haza Grande, Jatate, La Lovaina, Marchena, Los Molinos, El Romeral, La Valía, Varcaile, Las Viñas y Venta del Fraile.
Una parte destacada de su término lo ocupa el parque natural de Sierra Nevada.

## Toponimia
El origen del nombre de Padul se remonta a la época romana, derivándose de la palabra latina "palus-paludis" y más concretamente de su caso acusativo "paludem", que significa «pantano» o «laguna», en clara referencia a la laguna del Padul.
Debido a la ausencia de escritos conocidos que aludan al nombre del pueblo durante muchos siglos, se desconocen las fases históricas de la evolución de la palabra latina, así como de la aparición del artículo que la precede. En relación con este último punto son dos las posibilidades: que hubiera aparecido directamente de la palabra latina ille que dio origen a los artículos determinados en las lenguas romances, o bien que se adjuntara más tarde teniendo como origen el artículo al del árabe. Independientemente de esta controversia, durante la época nazarita, Ibn al-Jatib ya recoge la palabra "al-Badul" (escrito en árabe), con «B» al no existir la «P» en árabe, aunque seguramente se seguiría nombrando con el sonido «P».
El nombre de Padul, tal y como se conoce hoy en día aparece en los primeros escritos recogidos en castellano en el siglo XVI. De estos escritos destacan el archivo de la iglesia parroquial y el Libro de Apeo de 1571 rescatado por el padre Manuel Ferrer Muñoz. En este último, aparece tanto el nombre completo (...que era de vecinos moriscos del dicho lugar El Padul..., página 126), como con el artículo fusionado con la preposición de (...que midió desde la Fuente del dicho lugar del Padul hasta las viñas..., página 125).
Ya en el siglo XX, con la generalización de las indicaciones viarias, proliferaron las señales de tráfico con el nombre Padul sin artículo, lo cual ha calado en algunos sectores de población generando una importante controversia sobre cuál es el verdadero nombre del municipio. A finales del siglo XX tuvo lugar un movimiento cultural donde varios escritores y profesores de historia paduleños propusieron que el ayuntamiento rescatara oficialmente el nombre completo del pueblo. El fruto de dicho movimiento tuvo lugar en el pleno del ayuntamiento celebrado el 18 de diciembre de 2000, cuando el nombre de Padul quedó como la denominación oficial del municipio, siendo aprobado por unanimidad de todos los concejales presentes, representando a las cuatro fuerzas políticas que coincidieron en esa legislatura.

## Símbolos
Padul cuenta con un escudo adoptado oficialmente el 17 de marzo de 2006.

### Escudo
Su descripción heráldica es la siguiente:

Escudo cuartelado en cruz. Primero, de plata (blanco), monte de sinople (verde) sumado de cruz latina de gules (rojo). Segundo, de oro (amarillo), haz de tres espigas de sinople. Tercero, de plata, tres bandas ondadas de azur (azul). Cuarto, de gules, castillo de oro mazonado de sable (negro) y aclarado de azur. Al timbre, corona real cerrada.

## Historia
Al ser paso obligado entre la Vega de Granada, la Costa y la Alpujarra, y entre Sierra Nevada y El Temple, en Padul han dejado su huella numerosos pobladores y así lo atestiguan los cuantiosos yacimientos arqueológicos encontrados en sus alrededores.

### Prehistoria

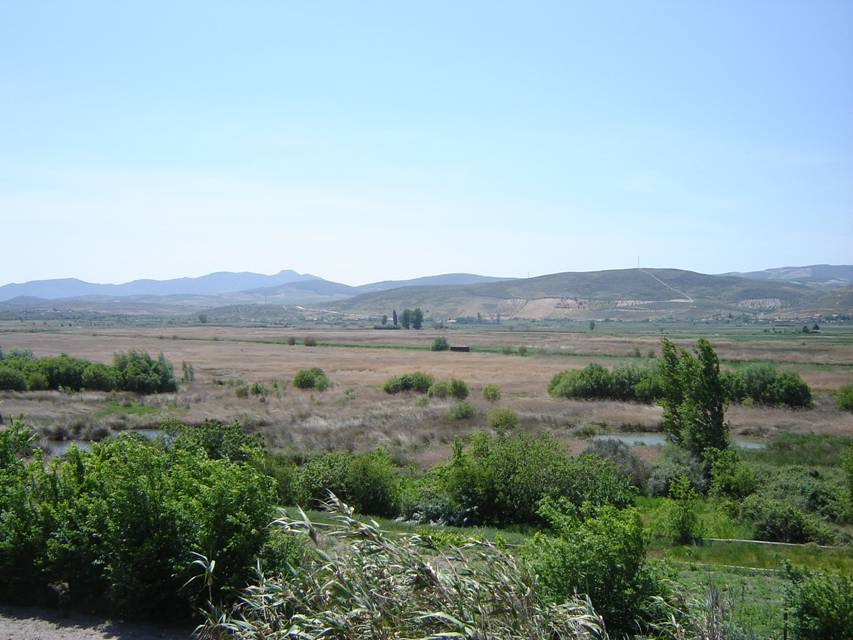
Vista panorámica de la laguna del Padul

Son numerosos los vestigios encontrados en el municipio que pertenecen a diferentes épocas prehistóricas. Así, destacan los restos de mamut datados en el Pleistoceno Medio, que aparecieron en terrenos de la antigua laguna junto a una de las explotaciones de turba en 1982.
Las huellas más antiguas de la presencia humana se remontan al Paleolítico Medio, entre las que destacan puntas de flecha y raederas de la cultura Musteriense, que sugieren la existencia de asentamientos de Neandertales repartidos en torno a la laguna y junto a importantes cuevas del municipio.
Más abundantes son los restos del Neolítico, incluyendo vasijas y otros tipos de cerámica, brazaletes, útiles domésticos y de labranza.

### Edad Antigua
De la época de la dominación romana no existen documentos conocidos que hablen de la existencia del pueblo. Sin embargo, muchos son los restos que indican la importancia que el lugar tuvo en esa época. Dentro del núcleo urbano destaca una casa particular, conocida como la Bodega, que tiene en la entrada un pórtico romano completo formado por dos columnas y un dintel. En el pago de las Viñas y de los Molinos, así como de la rambla de la Burra se han encontrado numerosas tumbas romanas, llegando a conformar auténticas necrópolis. Sin embargo, el vestigio romano más importante son las vías excavadas en la piedra, entre las que destaca la Vía ibero-romana del cerro de los Molinos, construida para facilitar la comunicación entre la ciudad costera de Sexi (Almuñécar) e Iliberri (Granada). Igualmente son de origen romano los molinos que se encuentran en el pago del mismo nombre.

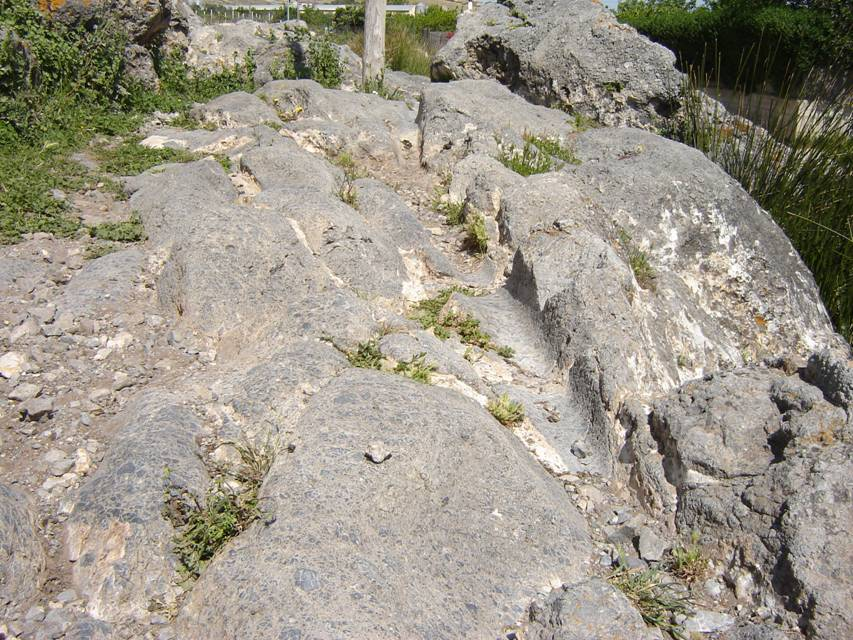
Vía íbero-romana labrada sobre la roca

### Época musulmana
El ejército musulmán, dirigido por Tarik Abenziet, libró una batalla junto al barranco de Tablate contra los cristianos que iba persiguiendo, que se habían refugiado en La Alpujarra guiados por el obispo visigodo Otogerio (o Ceterio). En esa zona el bando musulmán fue derrotado y se retiró cuatro leguas en dirección a Granada a un lugar muy abundante en aguas. Estos datos coinciden con el lugar de Padul por la distancia y por la existencia de una acequia de origen romano que abastecía de agua a la población de la zona. Ahí pactaron la salida de los cristianos hacia los territorios no sometidos por los musulmanes.
Ya en plena época musulmana, Padul fue la alquería principal del Valle de Lecrín y se consideraba la llave del abastecimiento por el sur de la ciudad de Granada. Las sultanas granadinas tenían grandes extensiones de tierra en Padul. De hecho, en la actualidad permanece el nombre del pago de Las Sultanas para denominar esas tierras.
La antigua mezquita ocupaba el espacio de la nave central de la iglesia parroquial y los dos primeros cuerpos de la torre de dicha iglesia eran el minarete.
En el pago del Arroyo apareció una lápida de un mozárabe que ejecutaron en 1150 en época de la dominación almohade.

### Reconquista cristiana y revueltas de moriscos

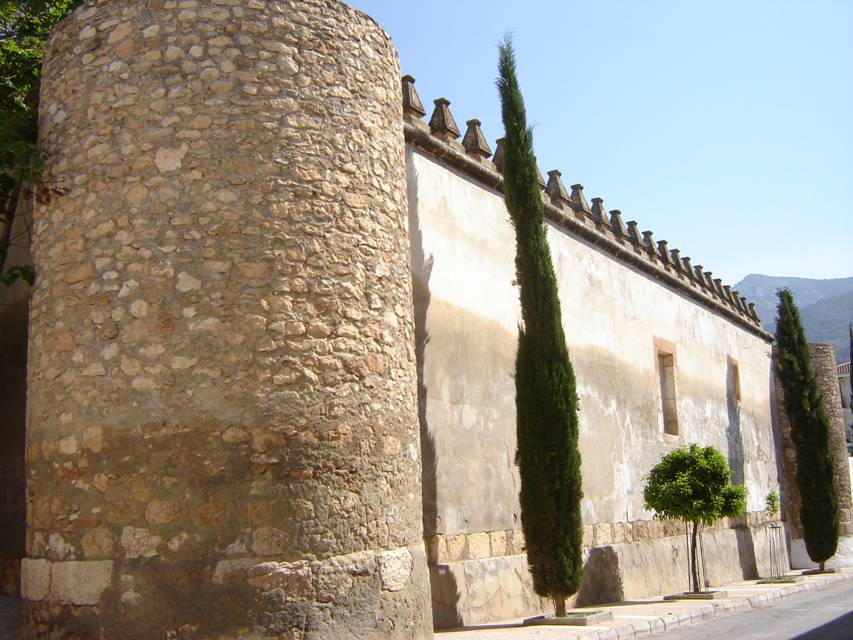
Castillo-palacio (Casa Grande) de Padul

Padul fue conquistado a cuchillo por El Zagal, ya que los Reyes Católicos le habían prometido el señorío del Valle de Lecrín. Debido a que Padul era fundamental para mantener el Reino de Granada, Boabdil volvió a conquistarlo. Finalmente, Padul fue tomado por Alonso de Cárdenas, Marqués de Villena, el mes de mayo de 1491, pasando definitivamente a manos cristianas.
Durante la rebelión de los moriscos en las Alpujarras entre 1568 y 1571, Padul fue la base de operaciones del ejército cristiano, donde las tropas volvían a reponerse tras las derrotas infligidas por los moriscos y donde se encontraban los banderines de enganche (puntos de alistamiento). La noche del 22 al 23 de agosto de 1569 hubo una batalla donde dos mil moriscos atacaron Padul, venidos desde el Valle de Lecrín, de la Alpujarra y de un desembarco procedente de África. Los habitantes del pueblo estaban en sus casas en lugar guarecidos en el castillo. Don Alonso de Valdelómar, que era el alcaide de la fortaleza, mandó a un escudero de Córdoba atravesando las huestes moriscas a pedir socorro a Don Antonio de Luna (hijo de Álvaro de Luna), que estaba en la alquería de la Villa de Otura, y siguió hasta Granada donde estaba Don Juan de Austria. En la batalla murieron treinta soldados cristianos, pero no se conoce el número de bajas entre los soldados moriscos. Estos últimos huyeron cuando vieron llegar los refuerzos cristianos.

### Edad Contemporánea
En el censo de 1910 el municipio tenía contabilizada una población de 5048 habitantes.

## Geografía

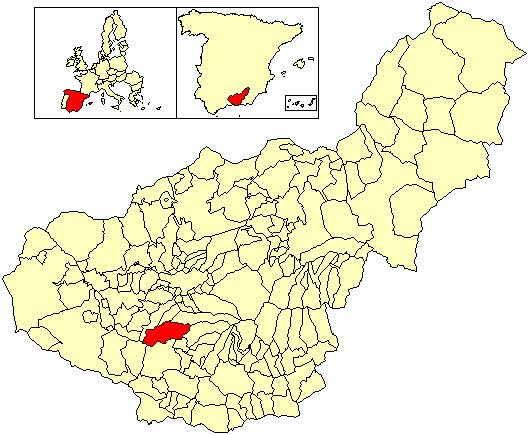
Extensión del municipio en la provincia de Granada

### Situación
Integrado en la comarca del Valle de Lecrín, se encuentra situado a 19 kilómetros de la capital provincial, a 112 de Jaén, a 145 de Almería y a 308 de Murcia. El término municipal está atravesado por la autovía A-44, que conecta el interior peninsular con la Costa Granadina.
| Noroeste: Alhendín            | Norte: Alhendín, Villa de Otura y Dílar | Nordeste: Dílar             |
| Oeste: Alhendín               |                                         | Este: Dúrcal                |
| Suroeste: Jayena y Albuñuelas | Sur: Albuñuelas                         | Sureste: Villamena y Dúrcal |

### Orografía
En el término municipal de Padul se encuentran situados los siguientes vértices geodésicos:
| Término municipal | Punto geodésico | Altitud  | Número | Hoja MTN | Coordenadas                               |
| ----------------- | --------------- | -------- | ------ | -------- | ----------------------------------------- |
| Padul             | Cijancos        | 892,703  | 104169 | 1041     | 36°59′47″N 3°37′08″O / 36.99639, -3.61889 |
| Padul             | Majada Cicha    | 1061,795 | 102462 | 1026     | 37°02′08″N 3°42′00″O / 37.03556, -3.70000 |
| Padul             | La Silleta      | 1520,523 | 102672 | 1026     | 37°02′26″N 3°35′36″O / 37.04056, -3.59333 |

En el vértice de Majada Cicha confluyen los municipios de Padul, Villa de Otura y Alhendín.
Laguna del Padul
La laguna del Padul es uno de los humedales más importantes de España, recientemente incluido en el convenio RAMSAR. Cuenta con la mayor turbera de la cuenca mediterránea y con la presencia de gran variedad de especies consideradas como vulnerables. En este humedal se han hallado restos de animales prehistóricos como el mamut. Uno de los colmillos se conserva en muy buen estado y se expone en el Parque de las Ciencias de Granada.
Fuente del Mal Nombre
También conocido como el Nacimiento de los Molinos. El manantial se encuentra en la falda del Alto de Cijancos. Allí nace una acequia que, enseguida, tiene dos saltos que caen a un molino derruido.

## Demografía
Cuenta con una población de 9536 habitantes (INE 2024), que se distribuyen de la siguiente manera:
| Unidad poblacional    | Hab. |
| --------------------- | ---- |
| Padul                 | 7981 |
| El Puntal             | 1145 |
| Cahíz de San Gregorio | 11   |
| diseminado            | 299  |
| TOTAL                 | 9436 |

### Evolución de la población
| Gráfica de evolución demográfica de Padul entre 1842 y 2021                                                         |
| |
| Población de derecho según los censos de población del INE Población de hecho según los censos de población del INE |

## Economía

### Evolución de la deuda viva municipal
| Gráfica de evolución de la deuda viva del Ayuntamiento de Padul entre 2008 y 2021                                |
| |
| Deuda viva del Ayuntamiento de Padul en miles de euros según datos del Ministerio de Hacienda y Función Pública. |

## Administración y política

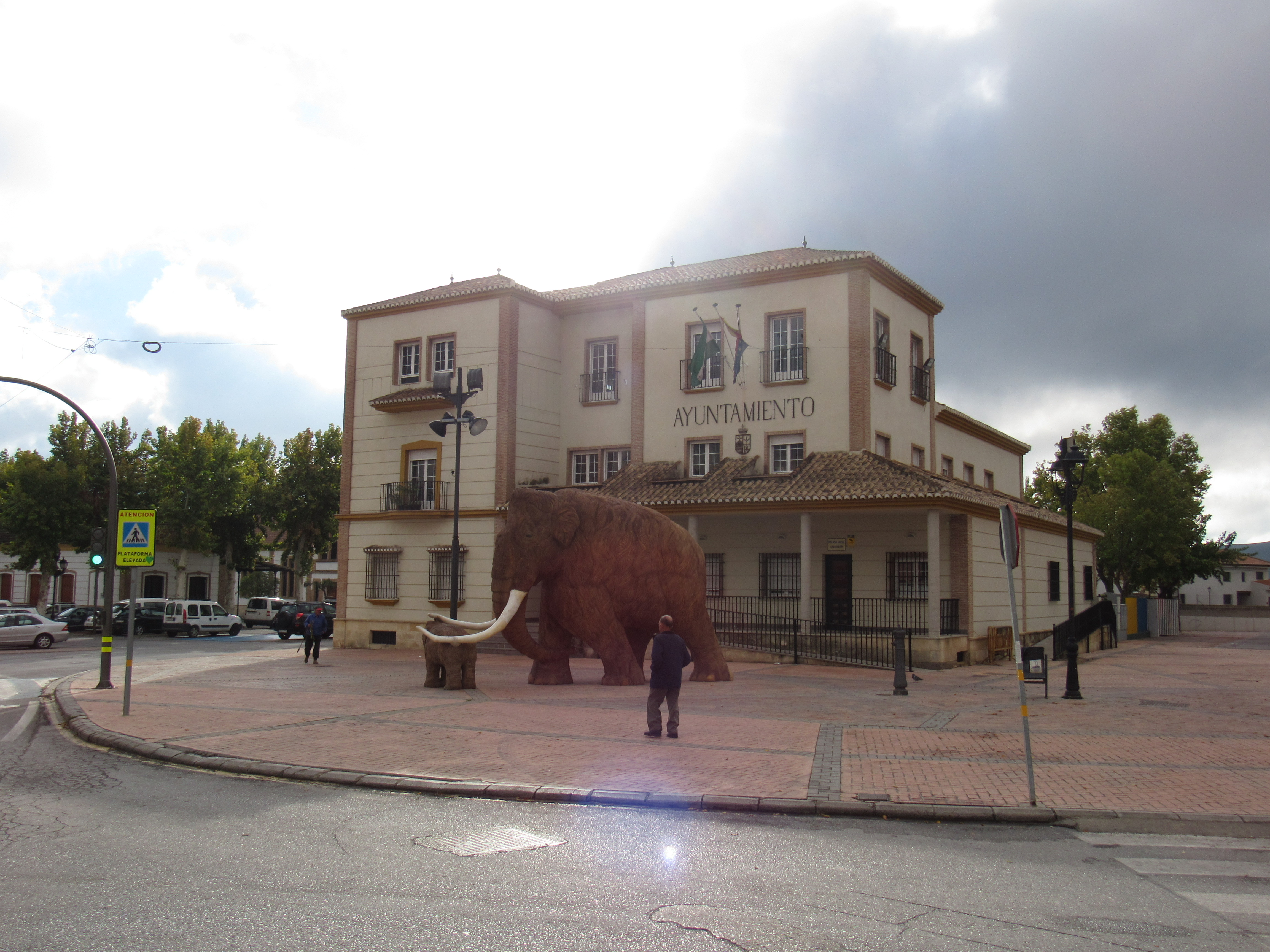
Ayuntamiento de Padul

Los resultados en Padul de las últimas elecciones municipales, celebradas en mayo de 2023, son:
| Elecciones Municipales - Padul (2023) | Elecciones Municipales - Padul (2023)         | Elecciones Municipales - Padul (2023) | Elecciones Municipales - Padul (2023) | Elecciones Municipales - Padul (2023) |
| Partido político                      | Partido político                              | Votos                                 | Votos                                 | Concejales                            |
| ------------------------------------- | --------------------------------------------- | ------------------------------------- | ------------------------------------- | ------------------------------------- |
|                                       | Partido Popular (PP)                          | 1921                                  | 40,67 %                               | 6                                     |
|                                       | Izquierda Unida Para la Gente (PARA LA GENTE) | 1319                                  | 27,92 %                               | 4                                     |
|                                       | Partido Socialista Obrero Español (PSOE)      | 1167                                  | 24,70 %                               | 3                                     |
|                                       | Vox                                           | 176                                   | 3,72 %                                | 0                                     |
|                                       | Podemos-Alianza Verde (PODEMOS-AV)            | 73                                    | 1,54 %                                | 0                                     |
|                                       | Ciudadanos (Cs)                               | 38                                    | 0,80 %                                | 0                                     |

### Alcaldes
| Legislatura | Nombre                                                                    | Grupo         |
| ----------- | ------------------------------------------------------------------------- | ------------- |
| 1979-1983   | Antonio Morales Lázaro                                                    | PCE           |
| 1983-1987   | Antonio Morales Lázaro (1983) Diego García Villena (1983-1987)            | PCE           |
| 1987-1991   | Diego García Villena                                                      | IU            |
| 1991-1995   | Antonio Nievas Cabello (1991) María Josefa Miranda García (1991-1995)     | PSOE          |
| 1995-1999   | María Josefa Miranda García (1995-1997) Cipriano Duarte Rejón (1997-1999) | PSOE IU       |
| 1999-2003   | Cipriano Duarte Rejón                                                     | IU            |
| 2003-2007   | Teresa Martín Fernández                                                   | IU            |
| 2007-2011   | Manuel Alarcón Pérez                                                      | PSOE          |
| 2011-2015   | Manuel Alarcón Pérez                                                      | PSOE          |
| 2015-2019   | Manuel Alarcón Pérez                                                      | PSOE          |
| 2019-2023   | Manuel Villena Santiago                                                   | PSOE          |
| 2023-act.   | Celia Villena de Francisco                                                | PARA LA GENTE |

## Comunicaciones

### Carreteras
Las principales vías de comunicación que transcurren por el municipio son:
| Identificador | Denominación               | Itinerario                 |
| ------------- | -------------------------- | -------------------------- |
| A-44          | Autovía de Sierra Nevada   | Bailén - Motril            |
| N-323         | Carretera de Sierra Nevada | Bailén - Motril            |
| A-4050        | De N-323 a Almuñécar       | Villa de Otura - Almuñécar |

Algunas distancias entre Padul y otras ciudades:
| Ciudades | Distancia (km) |
| -------- | -------------- |
| Dúrcal   | 7              |
| Granada  | 19             |
| Jaén     | 112            |
| Almería  | 145            |
| Murcia   | 308            |

## Servicios públicos

### Sanidad
El municipio cuenta con un consultorio médico de atención primaria situado en la calle Real, n.º 28, dependiente del distrito sanitario Metropolitano de Granada. El servicio de urgencias está en el centro de salud de Dúrcal y el área hospitalaria de referencia es el Hospital Universitario San Cecilio (el PTS) de Granada capital.

### Educación
Los centros educativos que hay en el municipio son:
| Denominación genérica                    | Nombre del centro  | Naturaleza | Dirección                  |
| ---------------------------------------- | ------------------ | ---------- | -------------------------- |
| Colegio de educación infantil y primaria | CEIP El Olivarillo | Público    | C/ Olivarillo, 7           |
| Colegio de educación infantil y primaria | CEIP San Sebastián | Público    | C/ Colegios, s/n           |
| Escuela infantil                         | EI La Paloma       | Público    | C/ Esperillas, s/n         |
| Instituto de educación secundaria        | IES La Laguna      | Público    | C/ Vicente Aleixandre, s/n |
| Sección de educación permanente          | SEP Al-Badul       | Público    | C/ Ayuntamiento, 7         |

## Cultura

### Patrimonio

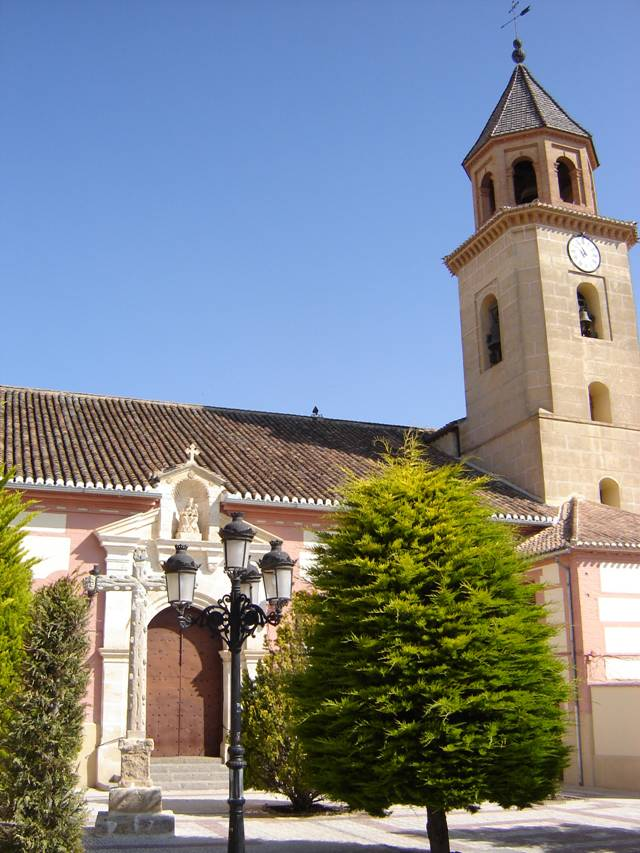
Iglesia de Santa María la Mayor.

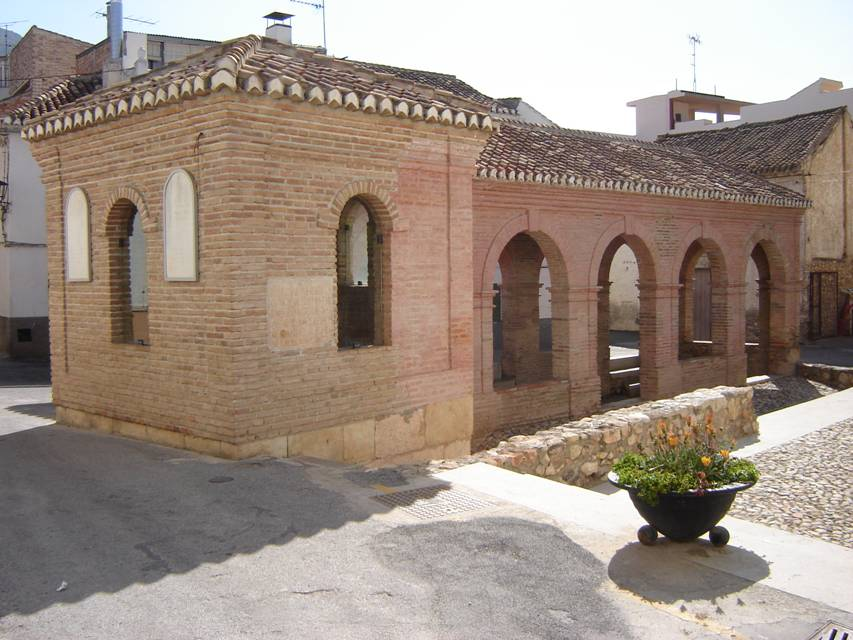
Lavadero y fuente de los cinco caños.

Entre sus monumentos destaca la Casa Grande (siglo XVI), un palacio de carácter civil construido sobre las ruinas de una fortaleza. Este edificio sirvió como escenario de la película La leyenda de un valiente protagonizada por Yul Brynner. En la Guerra Civil sirvió como prisión, y en 1939 como campo de concentración franquista, albergando hasta a dos mil prisioneros republicanos.
La iglesia de Santa María la Mayor (siglos XVI-XVIII) alberga en su interior dos interesantes retablos. Destaca el de San Francisco, del siglo XVI y de la escuela de Pedro Machuca.
También cabe mencionar la ermita de San Sebastián (siglo XVIII), la fuente de los Cinco Caños (siglos XVI-XIX) y la Vía Romana, que son restos de la antigua calzada que unía las ciudades de Iliberri (Granada) y Sexi (Almuñécar), situados junto a la Fuente del Mal Nombre, en el paraje de Los Molinos.

### Fiestas
La tarde del 19 de enero, los paduleños acuden a los montes cercanos para recoger leña y plantas aromáticas con las que encender las hogueras que acompañaran en su recorrido procesional, desde la ermita de San Sebastián hasta la iglesia de Santa María la Mayor, a la imagen de San Sebastián, patrón de la localidad. A las puertas de la ermita, los paduleños cantan el himno de San Sebastián. La festividad de San Sebastián se celebra al día siguiente, 20 de enero, con una procesión por las calles del pueblo en la que las hogueras y los disparos al aire son protagonistas.
Merece una mención especial durante la Semana Santa la procesión del Entierro de Cristo que tiene lugar el Viernes Santo. En ella, procesionan por las calles de Padul doce pasos, así como varios pasos vivientes. Recientemente se ha fundado la Cofradía de Nuestro Padre Jesús de la Victoria y Ntra. Sra. del Valle, popularmente conocida como La Borriquilla que procesiona en la tarde del Domingo de Ramos, cuyos titulares han sido realizados por el escultor Juan Carlos Vázquez Pichardo.
A finales del mes de septiembre se celebran la Real Feria de Ganado y Fiestas Populares.
Aprovechando la festividad del puente de la Constitución (diciembre) se celebra en Padul la Feria Agroalimentaria, del Turismo y la Artesanía del Valle de Lecrín, Temple y Costa Interior. Paralelamente se desarrolla la fiesta de la matanza y el mosto.

## Hermanamiento
- Kościerzyna (Polonia)